# Vietcolastes rhaconotus
Vietcolastes rhaconotus är en stekelart som beskrevs av Sergey A. Belokobylskij 1992. Vietcolastes rhaconotus ingår i släktet Vietcolastes och familjen bracksteklar. Inga underarter finns listade i Catalogue of Life.